# 粟島 (新潟県)

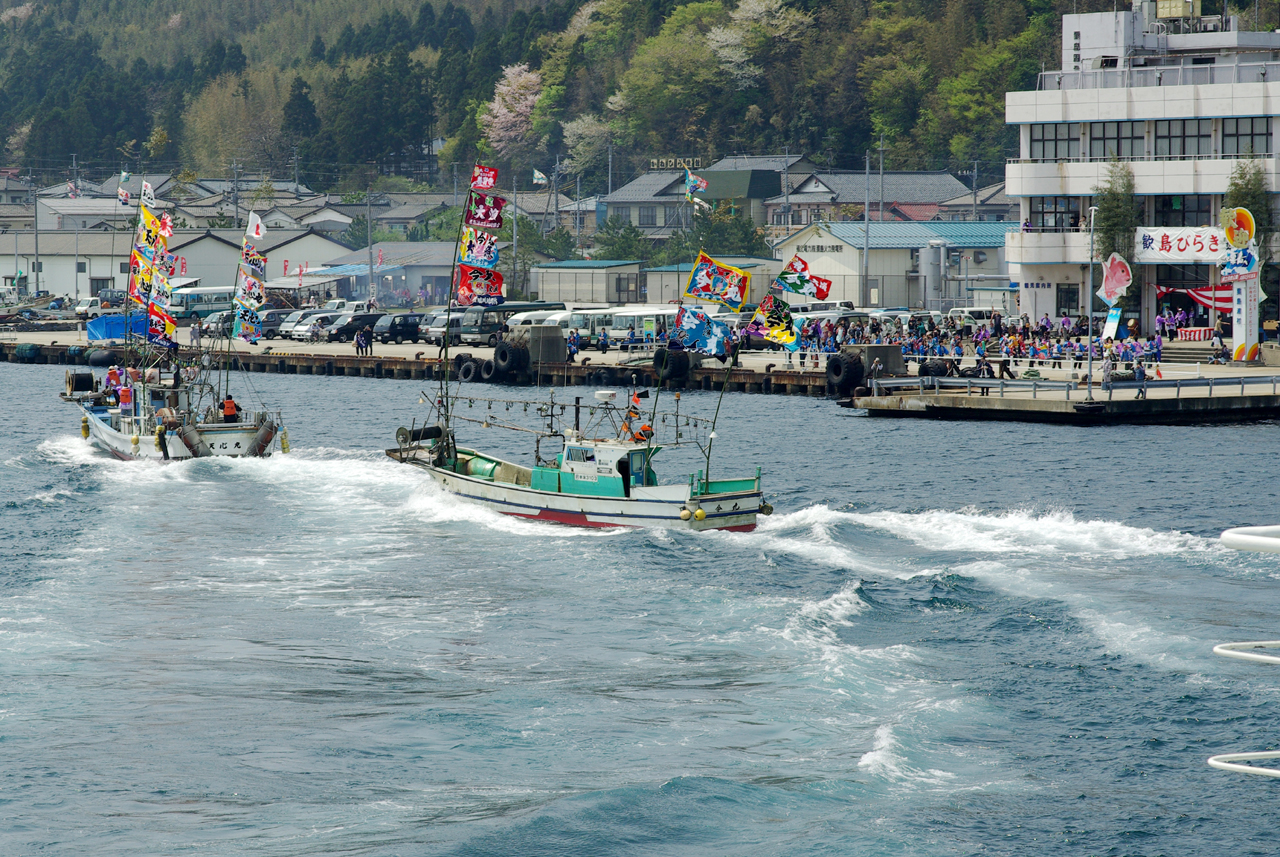
島びらきの内浦集落（5月初旬）

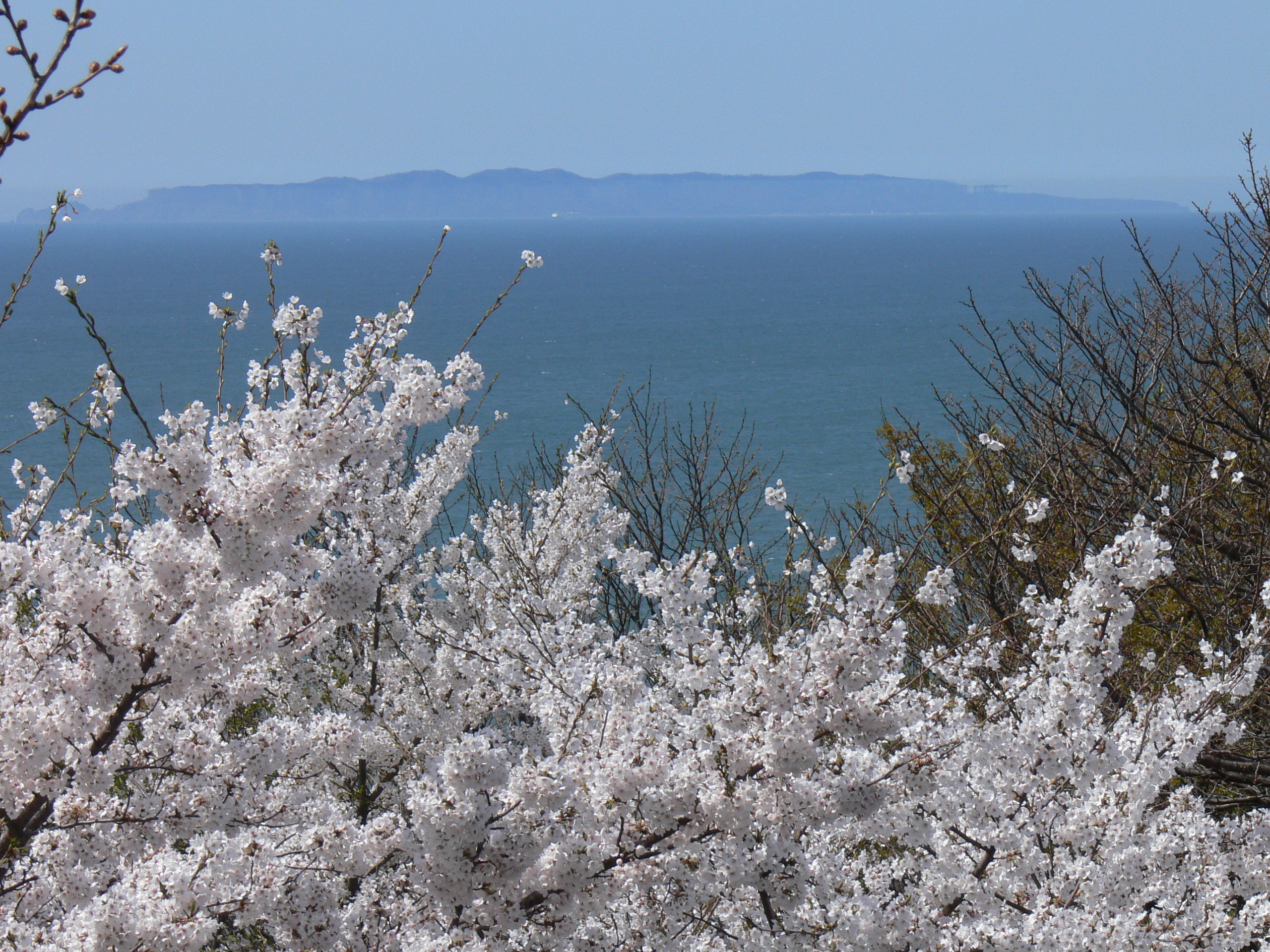
村上市から見える粟島

粟島（あわしま）は、新潟県北部の村上市から北西35kmの日本海上に位置する島。全域が岩船郡粟島浦村に属する。

## 地理
島の東側の「内浦」、西側の「釜谷」の計2ヶ所の集落がある。
- 面積：9.78km2
- 位置：位置／東経・極東139°16′から極西139°13′　北緯・極南38°29′から極北38°26′
- 地勢
  - 東西：4.4km
  - 南北：6.1km
  - 周囲長：23.1km[1]
- 山：小柴山 (265.6m)
- 北西海岸には、干潮時には歩いて渡れる立島がある。高さ82m。

## 歴史
縄文時代の遺跡が東海岸に5ヶ所発見されていることから、既にその時代には人が住んでいたと推定される。しかし、弥生時代・古墳時代の遺跡は発見されていない。
『万葉集』第12巻所収の「波の間（ま）ゆ雲居に見ゆる粟嶋の逢はぬものゆゑ吾（あ）に寄する児（こ）ら」が文献資料での粟島の初見と思われる。この歌はよみ人しらずとされるが、越後守の威奈大村が詠んだ歌とする説がある。
古代の粟島は史料が残っていないためよくわかっていないが、以下のような伝承がある。大和朝廷の蝦夷征伐によって土地を追われた蝦夷が粟島に上陸し、東海岸（現在の内浦地区）で暮らし始めた。しかし8世紀から9世紀ごろ、北九州の松浦党の一族が粟島東海岸へ上陸し、蝦夷を西海岸（現在の釜谷地区）へ追い払って生活するようになった。その半世紀後、今度は越前国の本保氏一族が粟島東海岸へ上陸し、松浦一族を西海岸へ追い払い、そこで住むようになったという。追われた松浦一族は西海岸で生活していた蝦夷を北に追い、西海岸を開拓してそこを拠点とした。やがて北の蝦夷は当該に追いやられ、島には東海岸の本保一族と西海岸の松浦一族のみが残ったという。
中世は揚北衆の一つ色部氏の所領であった。江戸時代になると、村上藩領、天領、庄内藩預所などを経て、宝暦3年（1753年）以降は廃藩置県まで米沢藩預所となった。明治22年（1889年）に粟島浦村が成立し、現在に至っている。
昭和39年（1964年）6月16日午後1時頃に、粟島沖を震源とするマグニチュード7.5の地震（新潟地震）が発生。島全体が約1メートルも隆起した。この地震によって水脈が変わってしまったため水稲栽培が難しくなり、島を覆っていた水田はほとんど姿を消した。

### 歴代地頭職
- 平為長 - 不明
- 色部公長 - 建長7年3月27日（1255年5月12日）任
- 色部長信 - 文永7年12月14日（1271年2月2日）任
- 色部長綱 - 弘安8年（1285年）
- 長綱の母御前 - 文保2年6月（1318年）任
- 色部長倫 - 元弘3年12月14日（1334年1月28日）任
- 長倫の妻阿妙 - 康永3年（1344年）
- 色部長忍 - 不明
- 色部氏長 - 貞治7年4月15日（1368年5月10日）
- 色部朝長 - 応永3年（1396年）

※地頭就任年月日の後ろに「任」の字があるものは、幕府又は国司の公認を得た日付。

## 天然記念物・文化財

### 天然記念物（国指定）
- オオミズナギドリ及びウミウの繁殖地（西海岸一帯）

### 新潟県指定有形文化財
- 粟島の石造遺物群（文和年間造立の板碑、金箔板碑等）
- 観音寺 木造十一面観音立像（通称「やす突観音」、平安時代後期の作）

## 自然
標高265メートルの小柴山を中心に島のほとんどが山地で占められている。海岸線は東海岸は平坦であるが、西海岸には立島などの奇岩が多く立ち並ぶ断崖絶壁となっている。また、山地の東海岸が杉や竹で覆われているのに対して、西海岸は日本海の強風の影響で樹木はほとんど発達していない。
ニホンジカが約100頭生息している。2000年頃、何者かが持ち込んで放した3頭から増殖した。農作物を食害する個体は駆除対象となっている。

## 気候
| 粟島（1991年 - 2020年）の気候      | 粟島（1991年 - 2020年）の気候 | 粟島（1991年 - 2020年）の気候 | 粟島（1991年 - 2020年）の気候 | 粟島（1991年 - 2020年）の気候 | 粟島（1991年 - 2020年）の気候 | 粟島（1991年 - 2020年）の気候 | 粟島（1991年 - 2020年）の気候 | 粟島（1991年 - 2020年）の気候 | 粟島（1991年 - 2020年）の気候 | 粟島（1991年 - 2020年）の気候 | 粟島（1991年 - 2020年）の気候 | 粟島（1991年 - 2020年）の気候 | 粟島（1991年 - 2020年）の気候 |
| 月                                 | 1月                           | 2月                           | 3月                           | 4月                           | 5月                           | 6月                           | 7月                           | 8月                           | 9月                           | 10月                          | 11月                          | 12月                          | 年                            |
| ---------------------------------- | ----------------------------- | ----------------------------- | ----------------------------- | ----------------------------- | ----------------------------- | ----------------------------- | ----------------------------- | ----------------------------- | ----------------------------- | ----------------------------- | ----------------------------- | ----------------------------- | ----------------------------- |
| 最高気温記録 °C （°F）             | 14.1 (57.4)                   | 18.8 (65.8)                   | 22.2 (72)                     | 26.6 (79.9)                   | 29.6 (85.3)                   | 31.8 (89.2)                   | 36.0 (96.8)                   | 37.0 (98.6)                   | 36.5 (97.7)                   | 29.6 (85.3)                   | 24.8 (76.6)                   | 18.7 (65.7)                   | 37.0 (98.6)                   |
| 平均最高気温 °C （°F）             | 5.5 (41.9)                    | 5.8 (42.4)                    | 9.1 (48.4)                    | 14.5 (58.1)                   | 19.7 (67.5)                   | 23.5 (74.3)                   | 27.1 (80.8)                   | 29.3 (84.7)                   | 25.6 (78.1)                   | 20.0 (68)                     | 14.2 (57.6)                   | 8.7 (47.7)                    | 16.9 (62.4)                   |
| 日平均気温 °C （°F）               | 3.1 (37.6)                    | 3.0 (37.4)                    | 5.6 (42.1)                    | 10.3 (50.5)                   | 15.4 (59.7)                   | 19.6 (67.3)                   | 23.6 (74.5)                   | 25.5 (77.9)                   | 22.0 (71.6)                   | 16.5 (61.7)                   | 11.0 (51.8)                   | 5.9 (42.6)                    | 13.5 (56.3)                   |
| 平均最低気温 °C （°F）             | 0.5 (32.9)                    | 0.2 (32.4)                    | 2.1 (35.8)                    | 6.3 (43.3)                    | 11.5 (52.7)                   | 16.3 (61.3)                   | 20.9 (69.6)                   | 22.4 (72.3)                   | 18.7 (65.7)                   | 12.9 (55.2)                   | 7.6 (45.7)                    | 3.0 (37.4)                    | 10.2 (50.4)                   |
| 最低気温記録 °C （°F）             | −6.0 (21.2)                   | −6.8 (19.8)                   | −3.2 (26.2)                   | −0.8 (30.6)                   | 3.9 (39)                      | 9.5 (49.1)                    | 12.8 (55)                     | 16.1 (61)                     | 10.5 (50.9)                   | 5.9 (42.6)                    | −0.6 (30.9)                   | −4.3 (24.3)                   | −6.8 (19.8)                   |
| 降水量 mm （inch）                 | 138.2 (5.441)                 | 92.4 (3.638)                  | 93.3 (3.673)                  | 85.6 (3.37)                   | 95.5 (3.76)                   | 111.8 (4.402)                 | 190.0 (7.48)                  | 154.7 (6.091)                 | 156.1 (6.146)                 | 155.3 (6.114)                 | 156.1 (6.146)                 | 170.5 (6.713)                 | 1,602.8 (63.102)              |
| 平均降水日数 （≥1.0 mm）           | 23.5                          | 18.1                          | 16.4                          | 11.9                          | 10.4                          | 9.5                           | 12.3                          | 9.9                           | 12.5                          | 13.9                          | 18.1                          | 22.4                          | 178.0                         |
| 平均月間日照時間                   | 52.1                          | 75.2                          | 140.4                         | 195.1                         | 222.5                         | 203.8                         | 183.8                         | 226.5                         | 169.1                         | 145.9                         | 91.8                          | 53.9                          | 1,763.1                       |
| 出典1：Japan Meteorological Agency |                               |                               |                               |                               |                               |                               |                               |                               |                               |                               |                               |                               |                               |
| 出典2：気象庁                      |                               |                               |                               |                               |                               |                               |                               |                               |                               |                               |                               |                               |                               |

## 産業
漁業（主に鯛、ヒラメ、タコ）、農業（ジャガイモ、竹製品）、観光産業（釣り、バードウオッチング、自然散策）。
特産品として、 わっぱ煮や真竹炭製品がある。

## 交通
- 粟島汽船が運航する航路により本土側の岩船港（新潟県村上市）と結ばれている。所要時間はフェリーで1時間30分、高速双胴船55分である[1]。使用する船舶は「フェリーニューあわしま」（2019年4月就航）と高速双胴船「awaline きらら」（2011年4月15日）の2隻となっている。2018年からは3年間の期間限定実験として、44年ぶりとなる新潟港との便が夏季に運航された[8]。
- 島内の道路は村道16 km、林道6 km、県道6 km[1]。島内の交通量は極めて少なく本来信号機は必要ないが、島内で生まれ育った子供たちが島外に出た際、交通事故に遭わないよう交通ルールを覚えてもらうために2007年7月13日、学校前に信号機が設置された。

## 行政機関・警察
- 粟島浦村役場（字日ノ見山1513-11）[9]
- 2017年12月21日、新潟県警察の機動隊員と村上警察署員の合計2人とミニパトカー1台が派遣された。北朝鮮からとみられる小型船が日本海側に相次ぎ漂着していることを受けた措置[10]。夏休みの観光客増加に対応するため7 - 8月のみ開設していた粟島浦村臨時交番の建物に、交番の看板を掲げて拠点とする[11]。
- 粟島浦小学校、粟島浦中学校　2013年以降しおかぜ留学制度を実施し島外からの国内留学生を受け入れており、小中学校併せた児童・生徒数は島出身者、島外出身者それぞれ十数名[12]。

## 粟島に関する作品
- 椎名誠『わしらは怪しい探検隊』
- 椎名誠『怪しい探検隊北へ』
- チャンベビ CD『粟島の一日』2008年5月2日発売
- バクザン夫婦 CD『おと姫の湯』2011年5月1日発売
- 石坂ケンタ『ざつ旅-That's Journey- 2』「第7旅　初めての離島」

## 伝承
5月から6月頃の花曇のような日、海上に巨大魚とも陸地ともつかない物体が浮かんで見える「浮き物」（うきもの）と呼ばれる怪異が伝わっている。おおよそ特定の場所に現れるが、海面を移動することもあり、人が近づくと消え去ってしまうという。魚または海鳥の群れ、未確認の巨大魚などの説がある。